# Ardal O’Hanlon
Ardal O’Hanlon (* 8. Oktober 1965 in Carrickmacross im County Monaghan) ist ein irischer Schauspieler, Komiker und Autor.

## Ausbildung
Einen großen Teil seiner Schulzeit verbrachte O’Hanlon im Blackrock College. Er studierte Kommunikationswissenschaften am National Institute for Higher Education, Dublin.

## Karriere

### Schauspieler und Komiker
Zu einer Zeit, als es in Dublin noch keine nennenswerte Comedyszene gab, gründeten Kevin Gildea, Barry Murphy und Ardal O’Hanlon 1988 den International Comedy Cellar Club in der irischen Hauptstadt.
Im Jahr 1994 gewann O’Hanlon den Hackney Empire New Act of the Year, einen Preis für junge aufstrebende Komiker. Ein Jahr später erhielt der irische Comedian eine der Hauptrollen in der britischen Fernsehserie Father Ted. Um sich auf die Rolle vorzubereiten, verbrachte er sechs Monate in einem Priesterseminar, um das Verhalten der angehenden Geistlichen zu beobachten. Als Father Dougal wurde er 1995 der Top Fernseh Comedy Senkrechtstarter der British Comedy Awards, während die Serie außerdem als beste neue Fernsehcomedy ausgezeichnet wurde. Von 2000 bis 2006 spielte der aus dem County Monaghan stammende Schauspieler in My Hero als George Sunday. Zusätzlich gab er in den drei Animationsfilmen Hooves of Fire aus dem Jahr 2000,  Legend of the Lost Tribe (2002) und Close Encounters of the Herd Kin (2007) Robbie the Reindeer seine Stimme. Weitere Rollen bekam O’Hanlon in den Serien Blessed, Skins – Hautnah, Val Falvey, TD und Nele & Nora sowie in den Filmen The Butcher,  Tales of the Riverbank und Handsome Devil.
Größere Bekanntheit erreichte Ardal O’Hanlon in Deutschland durch seine Präsenz in der britisch-französischen Fernsehserie Death in Paradise. Als Detective Inspector Jack Mooney half er ab Folge sechs in der Staffel sechs, Morde auf Saint Marie aufzuklären. Während der neunten Staffel endete seine Tätigkeit auf der fiktiven Karibikinsel. Zwischendurch stand der irische Komiker auch immer wieder in Hallen und Konzertsälen wie das Hammersmith Apollo in London und das Dublin’s Gaiety Theatre mit Stand-up-Comedy auf der Bühne. Im Jahr 2022 spielte er in Rosie Molloy Gives Up Everything den Conall Molloy und nahm an der 13. Staffel von Taskmaster teil.

### Schriftsteller
O’Hanlons erstes Buch, The Talk Of The Town, erschien 1998. Ein Jahr später wurde es als Nick Nack Paddy Whack in den Vereinigten Staaten aufgelegt. Ragweed aus dem Jahr 2015 brachte nicht den gewünschten Erfolg. 2022 startete der Ire einen neuen Versuch mit Brouhaha, wie auch schon sein erstes Buch ein Roman mit schwarzem Humor.

## Familie
Ardal O’Hanlons Vater ist Rory O’Hanlon, ein ehemaliger Minister im irischen Parlament. Mutter Teresa Ward ist Lehrerin. Die Eltern haben vier Söhne und zwei Töchter, Ardal wurde als Drittältester geboren. Er ist mit seiner Jugendliebe Melanie verheiratet und hat mit ihr drei Kinder.

## Filmografie (Auswahl)

### Serien
- 1995–1998: Father Ted
- 2000–2006: My Hero
- 2007: Blessed (Fernsehserie)
- 2009: Skins – Hautnah – Staffel 3 Episoden 1–6
- 2009: Val Falvey, TD
- 2013: London Irish
- 2015: After Hours
- 2015–2016: Nele & Nora
- 2017–2020: Death in Paradise – Folgen 6.05–9.04
- 2022: Rosie Molloy Gives Up Everything
- 2023: Extraordinary (Stimmrolle)

### Filme
- 1998: Der Schlächterbursche  Originaltitel: The Butcher Boy
- 2008: Abenteuer am Flussufer Originaltitel: Tales of the Riverbank
- 2016: Handsome Devil